# Modlíkov
Modlíkov (niem. Modlikau) – wieś i gmina (cz. obec) w Czechach, w kraju Wysoczyna, w powiecie Havlíčkův Brod; podlegająca gminie z rozszerzonymi uprawnieniami (obec s rozšířenou působností) Havlíčkův Brod oraz gminie z gminnym urzędem nadzoru (obec s pověřeným obecním úřadem) Přibyslav.

## Geografia
Niewielka wieś położona niedaleko miasta Přibyslav, ok. 15 kilometrów na wschód od miasta Havlíčkův Brod, 28 km na północny wschód od Igławy i 111 km na południowy wschód od Pragi.

## Historia
W średniowieczu na terenie obecnej wsi znajdowała się strażnica strzegąca kupieckiego szlaku wiodącego na Přibyslav. Pierwsza pisemna wzmianka pochodzi z 1366 r. w związku z pobieraniem ceł we wsi. Od początku swego istnienia wieś była częścią dóbr přibyslavskich. W 1888 r. w Modlíkovie powstała szkoła, która istniała do 1972 r. Następnie budynek został przekazany gminie. Remontowany i naprawiany od 1994 r. służy jako ośrodek kultury we wsi. W 2006 r. wybudowano drewnianą zadaszoną scenę jako uzupełnienie kompleksu sportowego w miejscowości. 

## Galeria

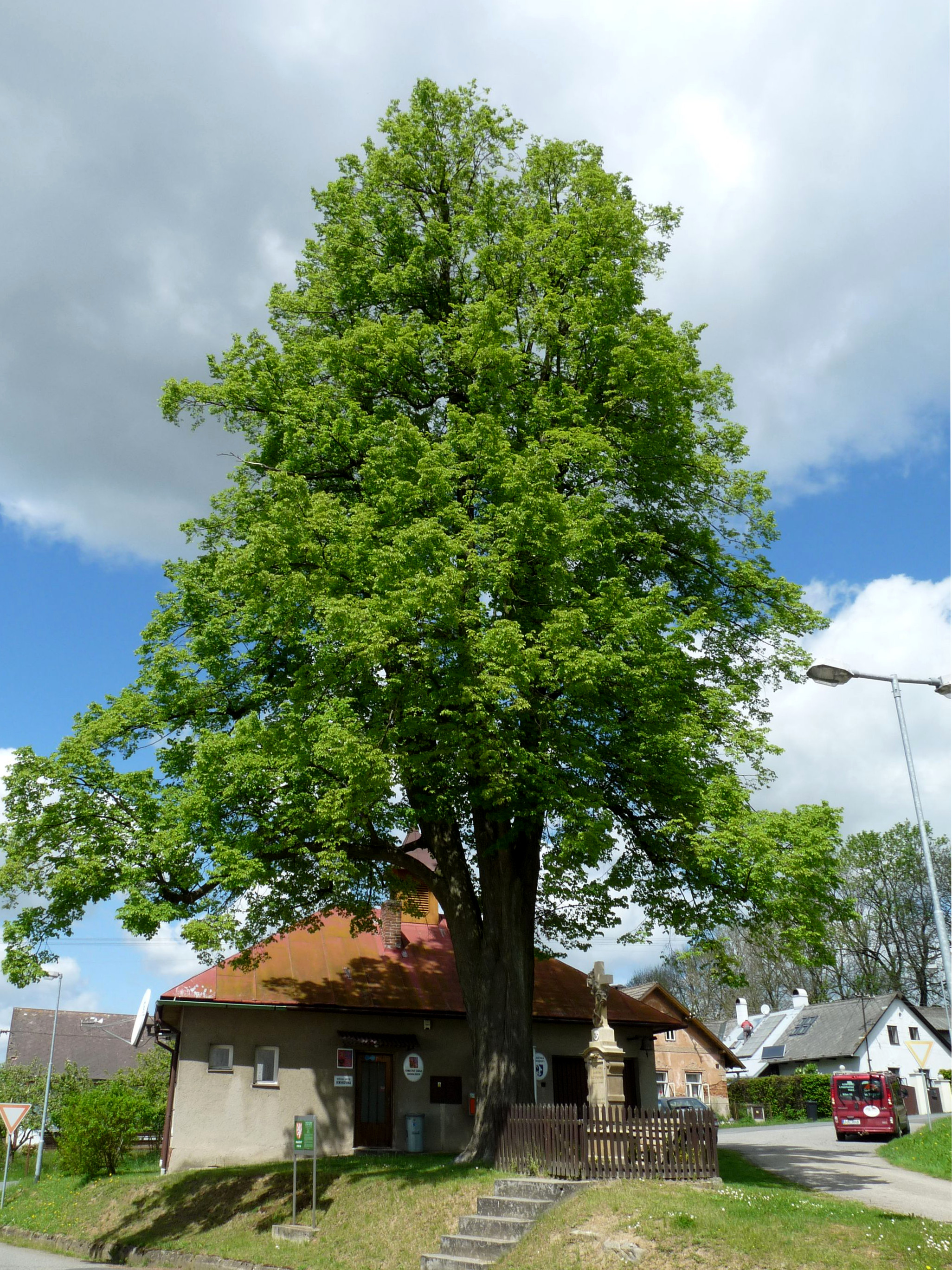
Pomnik przyrody lipa drobnolistna w Modlíkovie
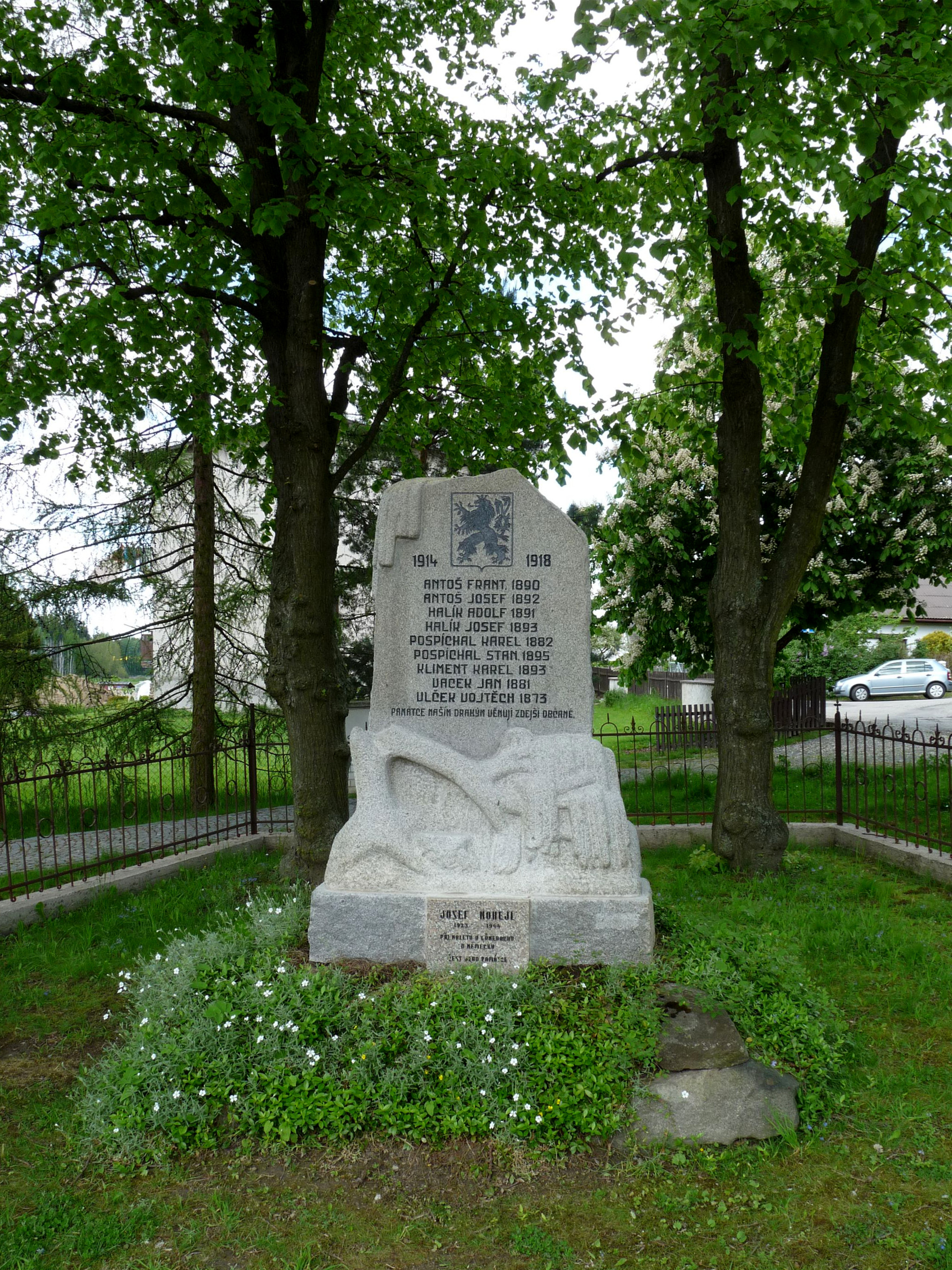
Pomnik mieszkańców wsi poległych w I wojnie światowej
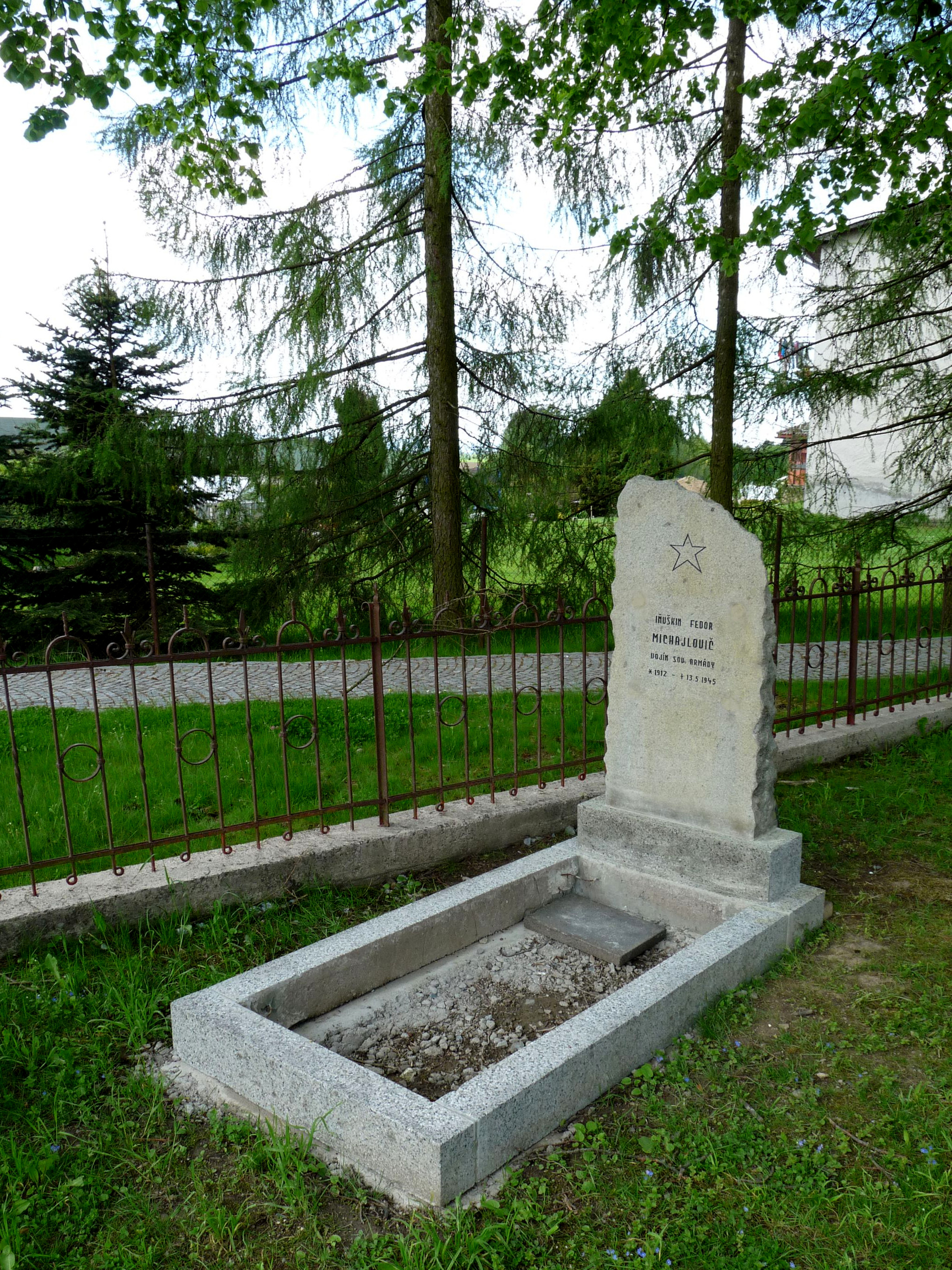
Grób żołnierza Armii Czerwonej z 1945 r.
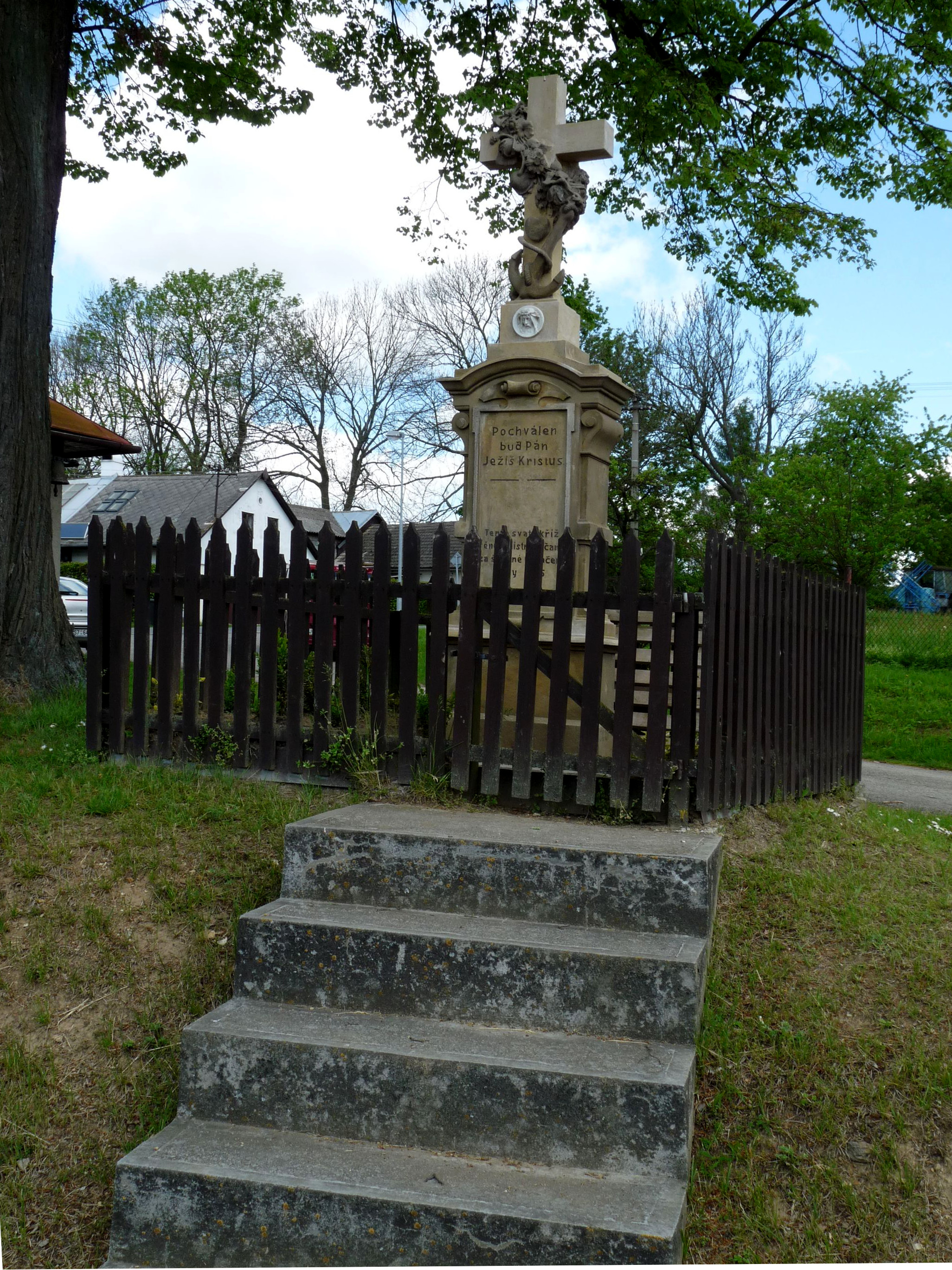
Kamienny krzyż upamiętniający zakończenie II wojny światowej
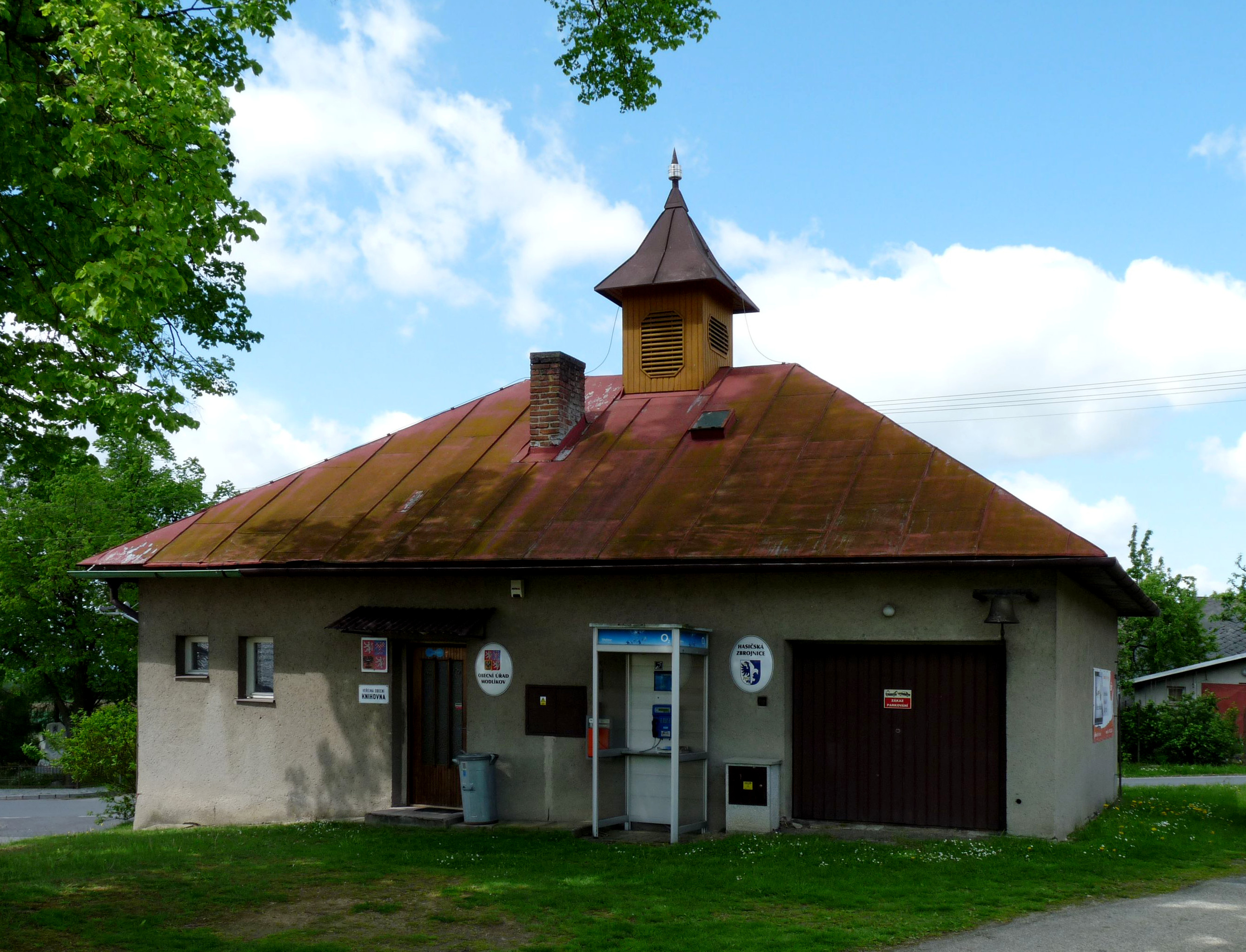
Urząd gminy (obecní úřad) i siedziba straży pożarnej w Modlíkovie
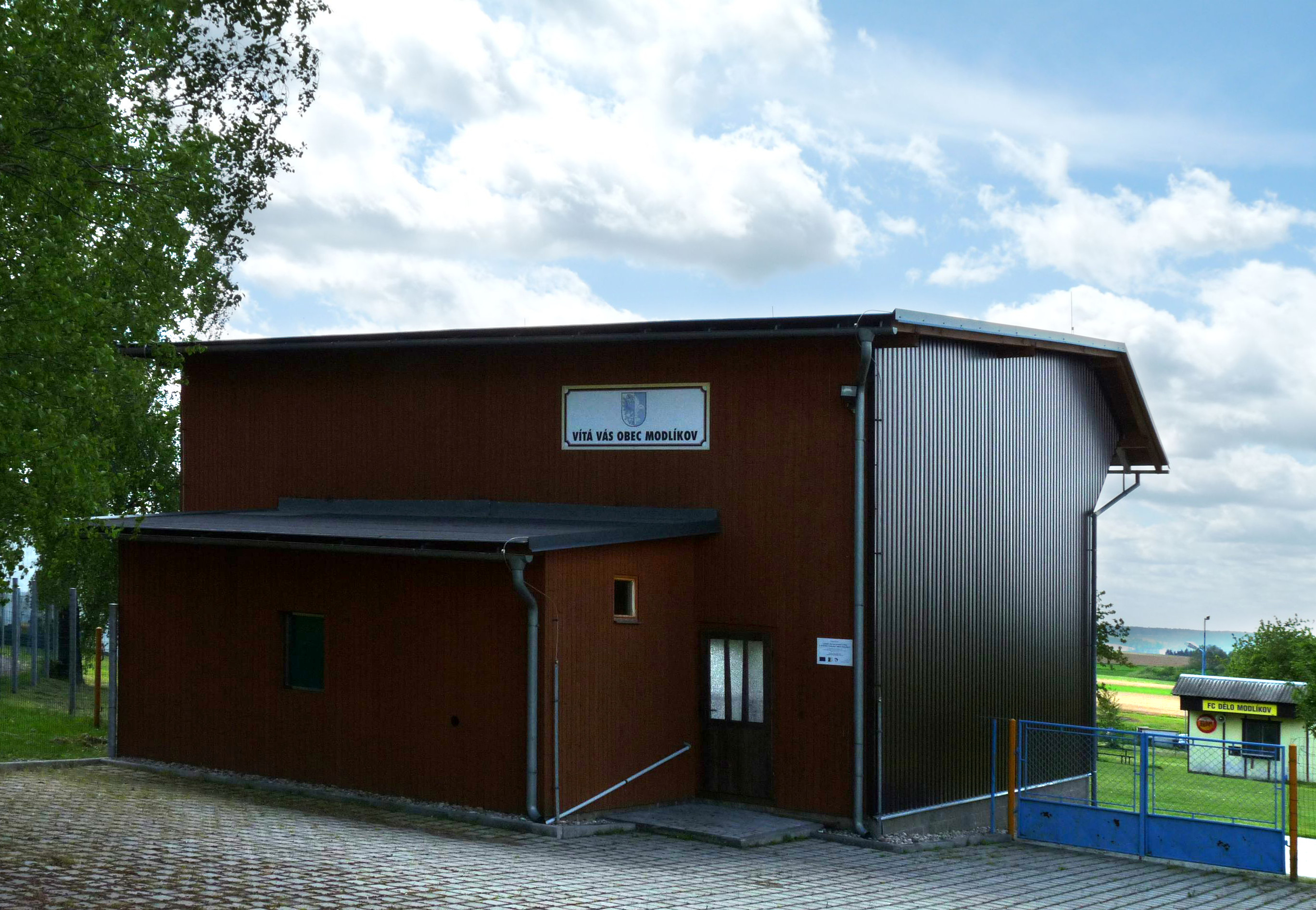
Centrum sportowo-kulturalne w Modlíkovie